# 卡斯蒂略角
卡斯蒂略角（英語：Castillo Point）是南極洲的海岬，位於瑪麗伯德地，處於蘭德冰川終點東面，美國地質調查局根據測量和該國海軍的空中照片繪入地圖，現時由南極條約體系管理。